# Xmgrace
Grace vol dir "GRaphing, Advanced Computation and Exploration of data." És una eina gràfica 2D WYSIWYG per als sistemes X Window i Motif. Xmgrace és un programari lliure per al tractament i representació de dades, i funciona en gairebé qualsevol versió de sistema operatiu del tipus Unix. També ha estat transportat amb èxit a VMS, OS/2, i Win9*/NT/2000/XP (en Cygwin).

## Història
El Grace és un descendent del programa de Paul Turner ACE/gr, anomenat d'altra manera com a Xmgrace. El Xmgrace va ser versionat amb el nom de Grace pel grup desenvolupador de Grace liderat per Evgeny Stambulchik. El grup va publicar Grace sota la llicència GPL. En Paul Turner encara manté una versió tancada de l'original Xmgr.

## Característiques
Xmgrace permet obtenir resultats i diagrames de qualitat per publicacions. Pot ser utilitzat des d'una interfície d'apuntar i clicar o bé des d'una d'encriptada o en codi. El programa pot realitzar tant regressions lineals i no lineals de mínims quadrats ajustant a funcions complexes definides per l'usuari. Altres eines d'anàlisi inclouen transformades de Fourier, integració i derivades i interpolació entre d'altres.

## Programes que empren Xmgrace
- GROMACS
- MCell
- MOLPRO
- NAMD
- Visual Molecular Dynamics
- GNU Octave